# بيدرو هنريكي بوينو
بيدرو هنريكي بوينو هو لاعب كرة قدم برازيلي في مركز نصف الجناح، ولد في 14 يونيو 1993 في Bariri ‏ في البرازيل. لعب مع نادي بيزييه ‏.

## وصلات خارجية
- بيدرو هنريكي بوينو على موقع رابطة كرة القدم الفرنسية للمحترفين (الإنجليزية)
- بيدرو هنريكي بوينو على موقع قاعدة بيانات كرة القدم.إي يو (الإنجليزية)
- بيدرو هنريكي بوينو على موقع Soccerway.com (الإنجليزية)